# 覚住寺
覚住寺（かくじゅうじ）は、兵庫県南あわじ市にある高野山真言宗の寺院。山号は南隆山。本尊は如意輪観音。

## 歴史
寺伝では、崇峻天皇5年（592年）に聖徳太子の勅詔によって創建された淡路島で最古の寺院であるという。
また、かつては七堂伽藍を備えた大きな寺であったともいう。
西に隣接して上田八幡神社があり、当寺はその神宮寺だったようであるが、明治時代になると神仏分離により上田八幡神社は当寺から独立した。

## 境内
- 本堂
- 龍神社
- 鐘楼
- 庫裏
- 山門

## 文化財

### 兵庫県指定有形文化財
- 地蔵立像板碑 - 永徳4年（1384年）造立。

### 南あわじ市指定有形文化財
- 木造大日如来坐像 - 鎌倉時代後期の作。

## 前後の札所
淡路四国八十八ヶ所霊場
番外 成相寺　-　9 万福寺　-　10 長谷寺
淡路島七福神（毘沙門天）

## 所在地
- 兵庫県南あわじ市神代社家343